# Agitación + IVA
Agitación + IVA fue un programa de humor español producido por Pausoka y emitido en España por Telecinco entre 2005 y 2006. El programa pretendía repetir a nivel nacional el éxito logrado por el programa Vaya semanita en ETB2 (que emite en el País Vasco). 
Al igual que en la versión original el programa se emitía en forma de sketches que contaban diferentes historias en clave de parodia.
El programa fue emitido en dos etapas. Primero en 2005, sustituyendo a Pecado original y posteriormente en 2006, aumentando tanto el número de personajes como la duración.
En su primera temporada los sketches se vertebraban en torno la familia Pérez, compuesta de un policía chapado a la antigua, su mujer ama de casa y los dos hijos adolescentes; una pija que trabaja en la Moncloa y el hijo antiglobalización. En la segunda temporada desapareció la familia y se incorporaron nuevos personajes, entre los que destaca el de "El Moñas", un yonqui permanentemente vestido de chándal cuyo latiguillo era "dame un cigarrito, tío moñas" y que solía verse envuelto en situaciones poco acordes con su apariencia, como la de convertirse en el accionista mayoritario de una multinacional.
El programa tuvo una mala acogida de crítica y público.